# Wyśmierzyce
Wyśmierzyce è un comune urbano-rurale polacco del distretto di Białobrzegi, nel voivodato della Masovia.
Ricopre una superficie di 104,31 km² e nel 2004 contava 2 909 abitanti.